# Крекінг-установка Кілу
Крекінг-установка Кілу — складова частина виробничого майданчика Qilu Petrochemical (дочірня компанія Sinopec), розташованого на сході Китаю у приморській провінції Шаньдун.
Введена в експлуатацію у 1987-му, установка парового крекінгу Кілу стала однією з цілої серії «трьохсоттисячників», споруджених в Китаї наприкінці 1980-х (нарівні з піролізними виробництвами в Шанхаї, Нанкіні, Пекіні та Дацині). Втім, її доволі швидко модернізували, так що потужність по етилену станом на початок 2000-х становила вже 450 тисяч тонн, а ще за кілька років — 800 тисяч тонн. Установка піддає піролізу газовий бензин (80 %) та газойль (20 %), тому продукує окрім етилену велику кількість інших ненасичених вуглеводнів — бутадієну (170 тисяч тонн) та пропілену.
Отриманий етилен споживається рядом похідних виробництв, здатних випускати поліетилен високої та низької щільності (по 140 тисяч тонн), лінійний поліетилен низької щільності (100 тисяч тонн), мономер стирену (200 тисяч тонн), полівінілхлорид (600 тисяч тонн, при цьому інший компонент для виробництва мономеру вінілхлориду — хлор, продукується на цьому ж майданчику). Пропілен потребували завод оксо-спиртів (85 тисяч тонн н-бутанолу та 250 тисяч тонн 2-етилгексанолу), лінії поліпропілену (70 тисяч тонн) та акрилонітрилу (80 тисяч тонн, закрита у 2017-му).